# Satrap
I de antikke mediske og persiske riger var satrap titlen på de enkelte provinsers guvernører; provinserne er derfor også kendt som satrapier. Betegnelsen blev også i en vis udstrækning anvendt af disse rigers hellenistiske og sassanske efterfølgere.
Satrapper havde stor magt i deres provins, hvor de kunne fungere næsten som konger; men de var stadig underlagt det samlede riges konge eller kejser, og skulle stille med tropper i rigets hære og betale skatter. Satrappernes delvise selvstændighed kan bl.a. ses i den første fase af Alexander den Stores invasion af Perserriget, hvor satrapperne i den vestlige del af riget på egen hånd samlede en hær og førte den i kamp mod Alexander i Slaget ved Granikos.
| Historie | Spire Denne historieartikel er en spire som bør udbygges. Du er velkommen til at hjælpe Wikipedia ved at udvide den. |